# Sputnik (hãng thông tấn)
Sputnik (phát âm tiếng Nga: [sputnʲɪk], phát âm tiếng Việt: Xpút-nhíc) trước đây là Tiếng Nói Nước Nga (The Voice of Russia) và RIA Novosti là một hãng thông tấn trên nền tảng trang web tin tức và dịch vụ phát thanh được thành lập bởi hãng tin chính phủ Nga là Rossiya Segodnya. Sputnik Có trụ sở tại Moskva, và hãng thông tấn này có các tòa soạn báo khu vực tại Washington, Cairo, Bắc Kinh, Jakarta, Singapore, London và Edinburgh.
Sputnik tập trung vào các vấn đề chính trị và kinh tế toàn cầu và hướng tới đối tượng không phải là người Nga. Sputnik hiện đang điều hành các trang web tin tức, có tính năng báo cáo và bình luận, bằng hơn 30 ngôn ngữ bao gồm tiếng Anh, tiếng Tây Ban Nha, tiếng Ba Lan, tiếng Serbia, tiếng Việt và một số ngôn ngữ khác. Các trang web cũng chứa hơn 800 giờ tài liệu phát sóng radio mỗi ngày và dịch vụ tin tức của nó chạy suốt ngày đêm.
Theo các phương tiện truyền thông phương Tây như tờ New York Times thì Sputnik tham gia vào thông tin sai lệch có chủ ý, và thường được mô tả là một cơ quan tuyên truyền của Nga. Nhân viên Sputnik điều hành các trang truyền thông xã hội và blog đóng giả là công dân của nhiều quốc gia và mua quảng cáo trả tiền để phổ biến nội dung giả mạo và gây hiểu lầm theo CNN Business. Hãng thông tấn này cũng bị chỉ trích kịch liệt tại phương Tây.